# Hadès
Il missile superficie-superficie tattico Hadès era un missile balistico a testata nucleare a corto raggio monostadio, concepito per sostituire il precedente Pluton. La dottrina riguardante il suo impiego fu nota come d'ultime avertissement (ultimo avvertimento) e faceva ufficialmente dell'Hades un "missile pre-strategico" utilizzabile sul campo di battaglia per segnalare il passaggio della cosiddetta "soglia nucleare", prima di considerare un massiccio attacco nucleare francese in risposta all'invasione dell'Europa occidentale o del territorio nazionale da parte delle forze del Patto di Varsavia. La maggiore gittata del missile Hadès permetteva di mantenere i veicoli lanciatori all'interno del territorio nazionale a disposizione della Ie Armée, facendo sì che tutte le opzioni per il suo impiego operativo fossero considerate dal governo invece che dalla Stato maggiore dell'Armée de terre. Per il suo utilizzo fu formata un'apposita divisione, designata Force Hadès, rimasta attiva in seno all'esercito fino al 1996.

## Sviluppo
Per sostituire il missile superficie-superficie a corto raggio Pluton, installato su un veicolo corazzato da trasporto AMX-30 che fungeva anche da lanciatore designato TEL (Transporter-Erector-Launcher), nel 1975 il governo francese autorizzò lo sviluppo di un nuovo sistema d'arma designato Hadès. Il nuovo missile doveva essere monostadio, equipaggiato con un motore a propellente solido, dotato di una gittata di 250 km, ed armato su una testata che poteva essere di tre tipi: al neutrone, convenzionale o chimica. Il sistema doveva essere altamente mobile per poter venire rischierato in tempi brevi lungo il confine franco-tedesco in caso di attacco delle forze del Patto di Varsavia. La progettazione del nuovo missile fu avviata ufficialmente nel 1984, e i requisiti iniziali furono parzialmente rivisti. La gittata dell'arma fu aumentata a 480 km, mentre la prevista testata al neutrone fu sostituita da una nucleare TN 90 da 80 kT. Lo sviluppo proseguì velocemente, tanto che il primo lancio di prova avvenne nel 1988 sul poligono di Biscarosse, mentre come veicolo da trasporto e lancio fu prescelto il camion 6x4 Renault R 380 che non disponeva della capacità di operare su qualsiasi terreno del precedente AMX-30, ma poteva trasportare e lanciare due missili, e mimetizzarsi in quanto, con il rimorchio coperto da un telo, poteva passare facilmente per un normale camion da trasporto merci al fine di non attirare attenzioni indesiderate. Furono lanciati sperimentalmente un totale di sette missili, tutti con successo, mentre un ottavo test, che prevedeva un lancio doppio, non fu mai autorizzato.

## Tecnica
Il missile superficie-superficie (Sol-Sol Balistique Strategique) Aérospatiale Hadès era un monostadio della lunghezza di 7,53 m e del peso di 1 850 kg dotato di un propulsore a propellente solidi Acheron. La carica nucleare era una TN 90 della potenza di 80 kT, ma in sua alternativa potevano essere installate una testata convenzionale ad alto esplosivo, una al neutrone o una con agenti chimici. Il sistema di navigazione disponeva di una piattaforma inerziale in cui i dati, inseriti prima del lancio, potevano essere modificati in volo, ed era dotato di GPS che garantiva un CEP di 100 m.
Il veicolo trasportatore Renault R 380 aveva 6 assi, di cui quattro motrici, e disponeva di un equipaggio di tre uomini. Il peso in ordine di combattimento era di 15 tonnellate, ed il veicolo era lungo 25 m, largo 2,5 m e alto 4 m. Il motore diesel Renault erogava una potenza di 517 CV e garantiva una velocità massima su strada di 90 km/h ed un'autonomia di 1.000 km. All'estremità anteriore del semirimorchio si trovava la cabina protetta di comando e controllo, dove trovavano posto i due operatori addetti al lancio.
La sequenza di lancio del missile prevedeva che il vettore dovesse essere prima messo a livello tramite appositi martinetti idraulici, e quindi il contenitore-lanciatore veniva elevato a 90° e bloccato. Avviata la sequenza di lancio, il missile usciva dal contenitore con i propri mezzi. Speciali misure protettive furono adottate per proteggere il semirimorchio e il contenitore-lanciatore dagli scarichi del motore del missile. Era possibile lanciare i missili anche se il semirimorchio veniva staccato dalla motrice. Una volta lanciato il missile manteneva un profilo di volo basso, e poteva compiere manovre evasive durante la fase finale della traiettoria al fine di eludere le contromisure avversarie.

## Impiego operativo
I previsti reparti che dovevano formare la Force Hadès furono identificati nel 15ème Régiment d'artillerie che doveva posizionarsi a Suippes, nel dipartimento della Marna, nel 3ème Régiment d'artillerie che doveva stabilirsi a Mailly-le-Camp, nella regione dell'Aube, e in un altro reparto, mai identificato ufficialmente ma che probabilmente era il 74ème Régiment d'artillerie di stanza a Belfort.  A disposizione di questa divisione missilistica furono messi sistemi di comunicazione RITA, una batteria di missili contraerei portatili SATCP/Mistral e un battaglione di supporto logistico. 
Nel 1991, con la fine della Guerra Fredda e il cambio della geopolitica europea, e vista l'opposizione tedesca al programma Hadès dopo la riunificazione tra la Germania Ovest e la DDR, il programma subì una battuta d'arresto. Infatti il missile Hadès era destinato a colpire le forze avanzanti del Patto di Varsavia sul territorio tedesco prima che raggiungessero il confine con la Francia. Nel settembre dello stesso anno il presidente francese François Mitterrand annunciò l'interruzione del programma di acquisizione, mentre l'iniziale richiesta per 180 missili fu subito ridotta a 30, con 15 lanciatori binati. Mitterrand annunciò anche che il sistema Pluton sarebbe stato ritirato dal servizio tra il 1993 e il 1994. Le prime piattaforme entrarono in servizio operativo nel 1992, assegnate al 15e Régiment d'artillerie ma solo come ultima risorsa in caso di grave minaccia, venendo immagazzinate a Lunéville.
Nel 1994 il 15ème Régiment d'artillerie effettuo alcuni lanci di prova del sistema Hadès presso l'Île du Levant, tutti coronati da successo. 
Dopo l'elezione a Presidente della Repubblica di Jacques Chirac, il 23 febbraio 1996 fu annunciato ufficialmente che la Francia avrebbe cambiato il proprio sistema di dissuasione nucleare, passando da quello composto da quattro opzioni a uno a due componenti. Sarebbero rimasti in servizio i missili superficie-superficie lanciabili dai sommergibili nucleari e i missili aria-superficie lanciati dai velivoli delle Forces Aériennes Stratégiques (FAS) e dell'Aéronavale imbarcati su portaerei. 
In conseguenza di questa decisione tutti i missili pre-strategici in servizio presso l'Armée de terre sarebbero stati demoliti. I missili oggetto di questa decisione erano gli IRBM S-3 in servizio presso l'Armée de l'air nei silo corazzati dispiegati presso il plateau d'Albion, e i missili Hadès, che erano immagazzinati in guardia tecnica operativa dalla fine del 1991. L'ultimo esemplare di Hadès fu demolito il 23 giugno 1997, quando fu sciolto anche il 15ème Régiment d'artillerie, e nel 1999 fu completata la distruzione di tutti gli elementi associati al sistema d'arma.

## Utilizzatori
Francia
- Armée de terre